# Benjamin Weger
Benjamin Weger (* 5. října 1989, Brig, Švýcarsko) je švýcarský biatlonista, stříbrný medailista z juniorského šampionátu v Canmore z roku 2009.
Ve světovém poháru obsadil nejlépe druhou příčku ve vytrvalostním závodu ze slovinské Pokljukly v sezóně 2009/10. V kolektivních soutěžích vybojoval nejlépe druhé místo ve smíšené štafetě také v Pokljuce v sezóně 2018/19.

## Výsledky

### Olympijské hry a mistrovství světa
Weger je osminásobným účastníkem mistrovství světa v biatlonu a trojnásobným účastníkem zimních olympijských her. Jeho nejlepším umístěním v závodech jednotlivců je 5. místo z vytrvalostního závodu z mistrovství světa v roce 2020. V týmovém závodě získal dvakrát sedmé místo.
| Sezóna  | D   | Místo                | SP  | SZ  | HZ  | IZ  | ŠT  | SŠT | SZD | Věk    |
| ------- | --- | -------------------- | --- | --- | --- | --- | --- | --- | --- | ------ |
| 2009/10 | ZOH | Vancouver            | 69. | –   | –   | 55. | 9.  | –   | ×   | 20 let |
| 2010/11 | MS  | Chanty-Mansijsk      | 52. | 33. | –   | 34. | 17. | 13. | ×   | 21 let |
| 2011/12 | MS  | Ruhpolding           | 36. | 16. | DNF | 41. | 7.  | 10. | ×   | 22 let |
| 2012/13 | MS  | Nové Město na Moravě | 25. | 35. | 27. | 19. | 18. | 12. | ×   | 23 let |
| 2013/14 | ZOH | Soči                 | 62. | –   | –   | 47. | 14. | 11. | ×   | 24 let |
| 2014/15 | MS  | Kontiolahti          | 13. | 33. | 29. | 30. | 7.  | 13. | ×   | 25 let |
| 2015/16 | MS  | Oslo                 | 51. | DNF | –   | 49. | 10. | 14. | ×   | 26 let |
| 2016/17 | MS  | Hochfilzen           | 55. | 53. | –   | 10. | 16. | 14. | ×   | 27 let |
| 2017/18 | ZOH | Pchjongčchang        | 15. | 6.  | 27. | 6.  | 13. | 15. | ×   | 28 let |
| 2018/19 | MS  | Östersund            | 10. | 8.  | 18. | 44. | 11. | 11. | –   | 29 let |
| 2019/20 | MS  | Antholz-Anterselva   | 51. | 59. | 25. | 5.  | –   | 10. | 5.  | 30 let |
| 2020/21 | MS  | Pokljuka             | 62. | –   | –   | 47. | 11. | 10. | 9.  | 31 let |
| 2021/22 | ZOH | Peking               | 53. | DNS | –   | 19. | 12. | 8.  | ×   | 32 let |

Poznámka: Výsledky z mistrovství světa se započítávají do celkového hodnocení světového poháru, výsledky z olympijských her se dříve započítávaly, od olympijských her v Soči 2014 se nezapočítávají.

### Juniorská mistrovství
Zúčastnil se třech Mistrovství světa juniorů v biatlonu. Má jednu stříbrnou medaili ze sprintu v kanadském Canmore z roku 2009.
| Sezóna  | D   | Místo      | SP  | SZ  | IZ  | ŠT  | Věk    |
| ------- | --- | ---------- | --- | --- | --- | --- | ------ |
| 2006/07 | MSJ | Martell    | 13. | 11. | 15. | –   | 17 let |
| 2007/08 | MSJ | Ruhpolding | 4.  | 5.  | 7.  | 11. | 18 let |
| 2008/09 | MSJ | Canmore    | 2.  | 9.  | 35. | –   | 19 let |